# 2022 en Ukraine
Chronologie de l'Ukraine
- 2018
- 2019
- 2020
- 2021
- 2022
- 2023
- 2024
- 2025
- 2026

Cette page concerne les évènements survenus en 2022 en Ukraine :

## Évènements
- Guerre du Donbass  (depuis 2014)
- Pandémie de Covid-19 en Ukraine
- Crise diplomatique russo-ukrainienne de 2021-2022
- Depuis le 27 octobre 2020 : Crise constitutionnelle ukrainienne (2020-2022) (en)
- 1er janvier : une bannière à effigie de Stepan Bandera, héros ukrainien, est accrochée sur la façade du conseil régional de Ternopil et entre dans le livre des records de l'Ukraine[1].
- 14 janvier : Cyberattaque de 2022
- 17 janvier : l'ancien président Petro Porochenko se fait retirer son passeport au poste-frontière à l'aéroport de Kiev.
- 27 janvier : Fusillade de Dnipro
- 21 février :  le président russe Vladimir Poutine reconnaît la république populaire de Donetsk et celle de Louhansk, dans l'est de l'Ukraine.
- 24 février : Invasion de l'Ukraine par la Russie (Ordre de bataille - Réactions - Manifestations - Désinformation - Sanctions contre la Russie - Contrôle des villes - Pertes humaines - Crimes de guerre - Impact économique} - Crise des réfugiés - Opération Ganga - Résolution de l'ONU)
  - Bataille d'Okhtyrka
  - Bataille de l'aéroport de Hostomel
  - Attaque de l'aéroport de Millerovo
  - Bataille de Kharkiv
  - Première bataille de Kherson
  - Bombardements de Kiev - Offensive de Kiev
  - Bataille de Konotop
  - Bataille de l'île des Serpents
  - Bataille de Soumy
  - Bataille de Tchernobyl
  - Offensive du Sud de l'Ukraine
  - Offensive de l'Est de l'Ukraine
- 25 février :
  - Bataille d'Ivankiv
  - Siège de Marioupol
  - Bataille de Melitopol
  - Bataille de Mykolaïv
  - Bataille de Soumy
  - Bataille de Starobilsk
- 26 février :
  - Bataille de Vassylkiv
- 27 février :
  - Bombardement de Zaporijjia
- 28 février :
  - Siège d'Enerhodar
- 1er mars
  - Bataille de Horlivka
- 29 juillet : 53 personnes sont tuées et 75 sont blessées lorsqu'un bombardement frappe une prison russe détenant des prisonniers de guerre ukrainiens à Olenivka, dans l'oblast de Donetsk. La Russie et l'Ukraine s'accusent mutuellement d'avoir mené la frappe[2].
- 23 septembre : début des référendums en Ukraine occupée, organisés par la Russie et controversés dans le contexte de guerre en cours.
- 30 septembre : annexion des oblasts ukrainiens de Donetsk, Kherson, Louhansk et Zaporijjia par la Russie.
- 10 octobre : une série de bombardements russes touche les grandes villes ukrainiennes, dont la capitale Kiev.

## Sport
- Championnat d'Ukraine de football de deuxième division 2021-2022
- Championnat d'Ukraine de football 2021-2022
- Coupe d'Ukraine de football 2021-2022
- 4-20 février : participation de l'Ukraine aux Jeux olympiques d'hiver à Pékin.
- 4-13 mars : participation de l'Ukraine aux Jeux paralympiques d'hiver à Pékin.

## Culture

### Sortie de film
- Klondike

## Dissolution
- Air Ocean Airlines (en)

## Création
- 10e corps d'armée (Ukraine).

## Décès
- Ivan Dziouba, critique littéraire.
- Romanyuk Anatoliy Ivanovych (uk), acteur.
- Ostap Lozynsky (uk), artiste.
- Ruslan Mamutov (uk), footballeur.
- Anatoliy Novikov, judoka.
- Oksana Shvets, actrice.